# Martin Christian Vogel
Martin Christian Vogel (* 3. Februar 1951 in Chemnitz) ist ein deutscher Opernsänger (Tenor), Professor für Gesang, Hochschulrektor und Theologe.

## Leben
Vogels musikalische Karriere begann als Mitglied des Leipziger Thomanerchores. Nach dem Abitur an der Thomasschule schloss sich ein Studium der evangelischen Theologie an der Karl-Marx-Universität Leipzig an, welches er mit dem Diplom abschloss. Im Anschluss studierte er an der Leipziger Musikhochschule Gesang und schloss auch hier mit dem Diplom ab. Vogel wurde bereits während des Studiums Stimmbildner beim Thomanerchor und war als lyrischer Tenor und Tenorbuffo am Opernhaus in Leipzig engagiert.
Nach zehn Jahren siedelte Vogel 1989 nach Berlin über und erhielt ein Engagement an der Deutschen Oper in Berlin. Gastspiele und Konzertreisen führten ihn in zahlreiche Länder der Welt.
Im Jahr 1991 wurde Vogel als Professor für Gesang an die Hochschule für Musik Detmold berufen. Von 1997 bis 2001 war er hier Dekan, 2001 wurde er zum Rektor der Hochschule gewählt. Dieses Amt übte er bis 2014 aus.
Im Jahr 1999 gründete Vogel den Verein „Initiative Detmolder Sommertheater e.V.“ und leitete diesen als Vorstandsvorsitzender bis zum Jahr 2012.
Von 2007 bis 2020 war Vogel Mitglied des Vorstands der Liz Mohn Kultur- und Musikstiftung.
2006 war er Gründungsmitglied der Stiftung Studienfonds OWL. Zunächst als Vorstandsmitglied, später als Mitglied des Kuratoriums und als sein Vorsitzender, gehört er dem Gremium bis heute an.
2007 gründete er die Stiftung der Hochschule für Musik Detmold und gehört dem Kuratorium ebenfalls bis heute an.
2012 wurde er zum Mitglied des Kuratoriums der Sibylle und Hannes Frank Stiftung berufen.
Seit 2012 ist Vogel Ehrenritter des Johanniterordens.
Als Künstlerischer Leiter der neu gegründeten Konzertreihe „Stars von morgen“ in der Welterbestätte Schloss Corvey ist Vogel seit dem Jahre 2016 aktiv.

## Privates
Vogel ist verheiratet und Vater zweier Töchter.